# Noix de coco Kopyor

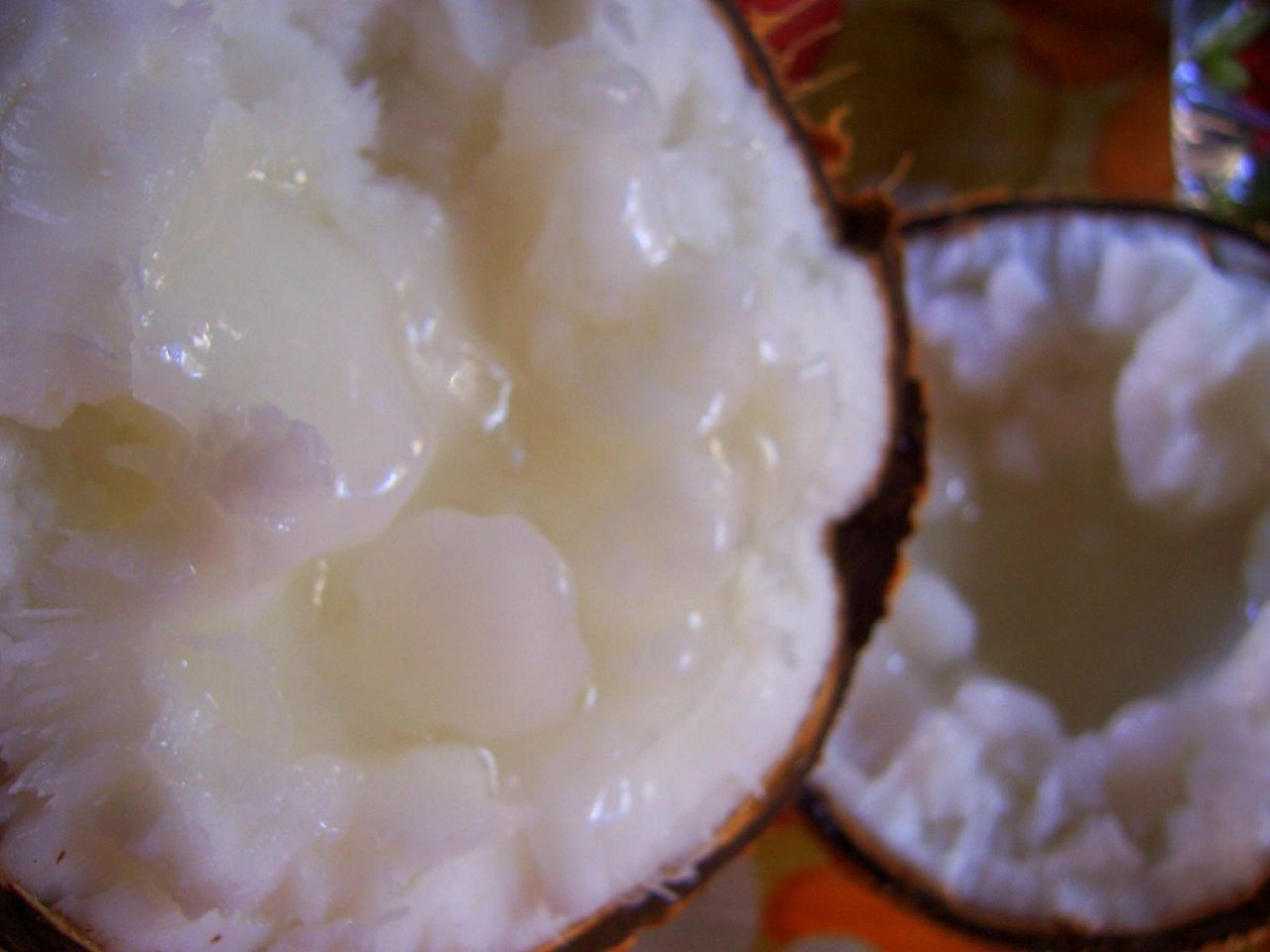
Noix de coco Macapuno ou Kopyor. Comme on le voit dans l'image, cette noix de coco présente une chair blanche anormale, plus épaisse et froissée

Macapuno en philippin, Kopyor (prononcé kop-yor) en Indonésie, ou กะทิ (kathi) en thaï, est le lusus d'une noix de coco ou une noix de coco mutante présentant un développement anormal de l'albumen. Le résultat de ce développement anormal est une chair molle et gélatineuse.
La chair d'une noix de coco normale est principalement constituée de galactomannane, utilisée comme source d'énergie. Dans le processus de développement de la noix de coco, ce substrat est dégradé en deux sous-composants, le galactose et le mannose. Chez cette noix de coco mutante, l'enzyme de dégradation de ce substrat, l'α-D-galactosidase, n'est pas actif. Par conséquent, l'albumen ne parvient pas à nourrir l'embryon, entraînant un effondrement de l'embryon. En plus de cette enzyme, deux autres enzymes sont également soupçonnées d'être impliqués dans le développement de ce trait de caractère : le saccharose synthase et l'acide gras désaturase.
Les noix de coco Kopyor ont une plus grande proportion de saccharose (92 % du total de sucre) et contiennent plus d'acides aminés totaux par rapport aux jeunes noix de coco matures. La teneur en lipides de la chair est également plus faible par rapport à la chair des jeunes noix de coco matures. En plus de la teneur plus élevée en acide citrique et acide malique, toutes ces propriétés peuvent contribuer au goût de la chair de la kopyor.

## Utilisations culinaires

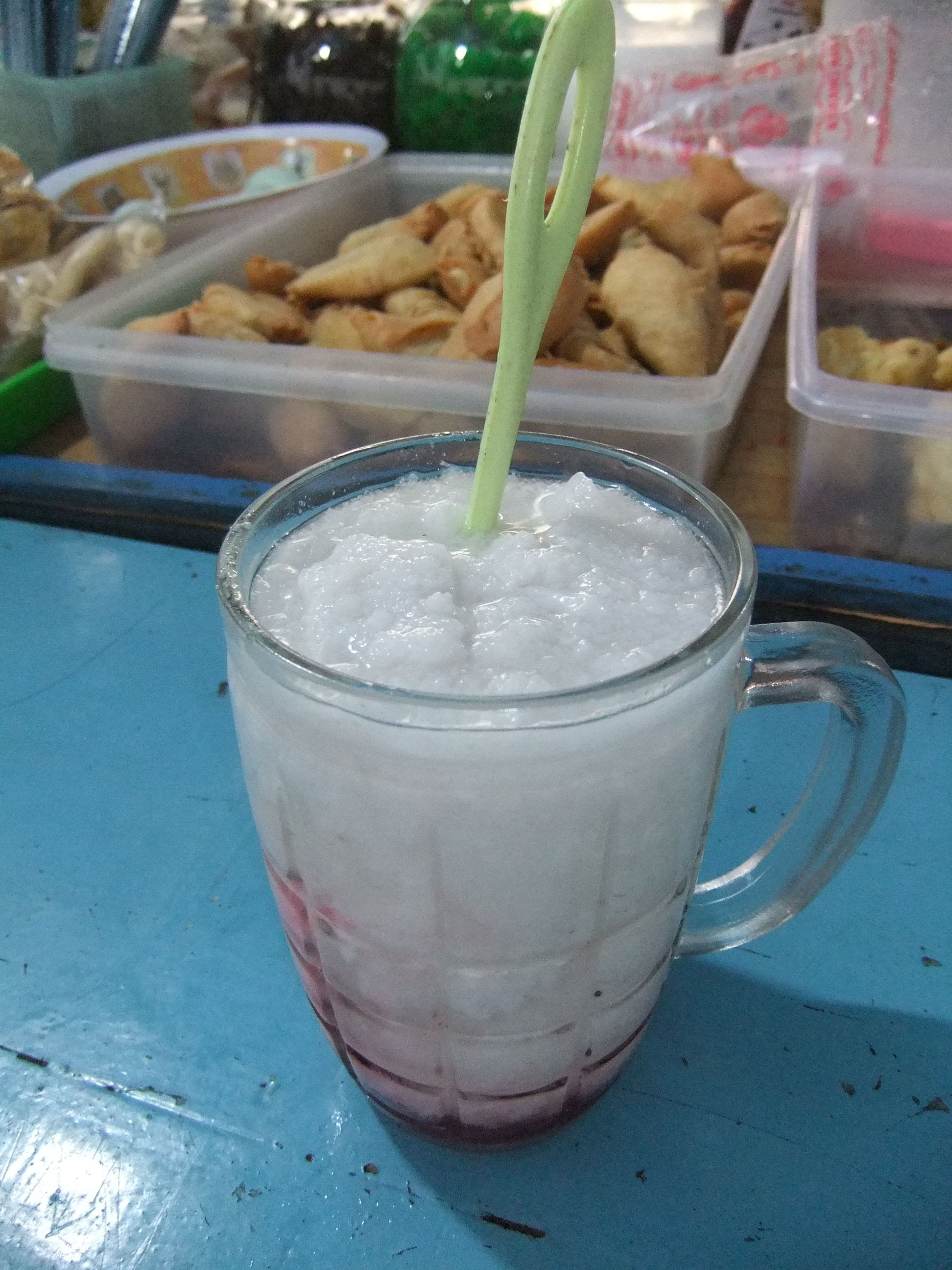
Es kelapa kopyor une boisson indonésienne. Avec es cendol et es teler, cette boisson fait partie du patrimoine culinaire indonésien.

En Indonésie, la noix de coco  kopyor ou kelapa kopyor est considérée comme un mets délicat. Es kelapa kopyor est une boisson qui est généralement faite à partir de cette noix de coco.
Aux Philippines, la Macapuno est largement utilisée et est populaire pour sa douce saveur de noix de coco. Elle est généralement cuite dans un sirop comme le minatamis (fruits confits) et peut être consommée comme dessert ou utilisée comme ingrédient dans d'autres desserts comme le halo-halo et le ube macapuno.